# KkStB 15
| SNDVB IIb und IIc kkStB 15 / BBÖ 15          | SNDVB IIb und IIc kkStB 15 / BBÖ 15 | SNDVB IIb und IIc kkStB 15 / BBÖ 15 | SNDVB IIb und IIc kkStB 15 / BBÖ 15 | SNDVB IIb und IIc kkStB 15 / BBÖ 15 |
| -------------------------------------------- | ----------------------------------- | ----------------------------------- | ----------------------------------- | ----------------------------------- |
| ÖNWB IIb „Königinhof“ später kkStB/BBÖ 15.03 |                                     |                                     |                                     |                                     |
| Nummerierung:                                | SNDVB IIb 1", 2", 4", 7", 9", 12"   | SNDVB IIb 1", 2", 4", 7", 9", 12"   | SNDVB IIc 3", 5", 6", 8", 10", 11"  | SNDVB IIc 3", 5", 6", 8", 10", 11"  |
| Anzahl:                                      | 6                                   | 6                                   | 6                                   | 6                                   |
| Hersteller:                                  | Floridsdorf                         | Floridsdorf                         | Wr. Neustadt                        | Wr. Neustadt                        |
| Baujahr(e):                                  | 1883                                | 1883                                | 1887                                | 1887                                |
| Ausmusterung:                                | 1912–1923                           | 1912–1923                           | 1923–1925                           | 1923–1925                           |
| Bauart:                                      | 2'Bn2                               | 2'Bn2                               | 2'Bn2                               | 2'Bn2                               |
| Spurweite:                                   | 1.435 mm                            | 1.435 mm                            | 1.435 mm                            | 1.435 mm                            |
|                                              | IIb 1886                            | IIb 1902                            | IIc 1887                            | IIc 5" 1902                         |
| Zylinderdurchmesser:                         | 410 mm                              | 410 mm                              | 410 mm                              | 410 mm                              |
| Kolbenhub:                                   | 632 mm                              | 632 mm                              | 632 mm                              | 632 mm                              |
| Treibraddurchmesser:                         | 1.580 mm                            | 1.580 mm                            | 1.580 mm                            | 1.580 mm                            |
| Laufraddurchmesser                           | 989 mm                              | 989 mm                              | 989 mm                              | 989 mm                              |
| Fester Radstand:                             | 2.000 mm                            | 2.000 mm                            | 2.000 mm                            | 2.000 mm                            |
| Gesamtradstand:                              | 5.500 mm                            | 5.500 mm                            | 5.500 mm                            | 5.500 mm                            |
| Gesamtradstand mit Tender:                   | 10.794 mm                           | 11.245 mm                           | 11.245 mm                           | 11.538 mm                           |
| Rohrheizfläche:                              | 103,5 m²                            | 103,5 m²                            | 105,2 m²                            | 101,3 m²                            |
| Strahlungsheizfläche:                        | 7,0 m²                              | 7,0 m²                              | 7,3 m²                              | 8,5 m²                              |
| Rostfläche:                                  | 1,81 m²                             | 1,81 m²                             | 1,92 m²                             | 2,30 m²                             |
| Kesselüberdruck:                             | 10 atü                              | 10 atü                              | 10 atü                              | 10 atü                              |
| Leermasse:                                   | 34,8 t                              | 34,8 t                              | 35,9 t                              | 37,5 t                              |
| Reibungsmasse:                               | 21,6 t                              | 21,6 t                              | 22,6 t                              | 24,5 t                              |
| Dienstmasse:                                 | 38,0 t                              | 38,0 t                              | 39,0 t                              | 40,9 t                              |
| Tender:                                      | 28                                  | 28                                  | 28                                  | 28                                  |
| Dienstmasse mit Tender:                      | 58,7 t                              | 70,1 t                              | 71,1 t                              | 62,1 t                              |
| Wasser:                                      | 5,0 m³                              | 7,3 m³                              | 7,3 m³                              | 4,1 m³                              |
| Kohle:                                       | 6,9 m³                              | 10,7 m³                             | 10,7 m³                             | 6,9 m³                              |
| Länge:                                       | 8.040 mm                            | 8.040 mm                            | 7.970 mm                            | 8.265 mm                            |
| Länge mit Tender:                            | 13,430 m                            | 14,212 m                            | 14,212 m                            | 14,505 m                            |
| Höhe:                                        | 4.500 mm                            | 4.500 mm                            | 4.500 mm                            | 4.500 mm                            |
| Höchstgeschwindigkeit:                       | 80 km/h                             | 80 km/h                             | 80 km/h                             | 80 km/h                             |

Die Dampflokomotivreihe kkStB 15 waren Schnellzug-Schlepptenderlokomotiven der k.k. Staatsbahnen (kkStB), die ursprünglich von der k.k. privilegierten Süd-Norddeutschen Verbindungsbahn (SNDVB) stammten.

## Geschichte
Als Anfang der 1880er Jahre die Maschinen der Reihe IIa ausgemustert werden mussten, wurde Ersatz geschaffen mit den Reihen IIb, erbaut von der Lokomotivfabrik Floridsdorf 1883, No. 1", 2", 4", 7" (später 3'"), 9" (später 6'") und 12" (später 5'"), mit den Namen AUSTRIA II, BOHEMIA II, KÖNIGGRÄTZ II, KÖNIGINHOF II, ISER II und REICHENBERG II, sowie mit der Reihe IIc, gebaut von der Wiener Neustädter Lokomotivfabrik 1887, No. 8", 10", 11", 6" (später 12'"), 3" (später 7'") und 5" (später 9'"), mit den Namen LIEBENAU II, TURNAU II, TRAUTENAU II, ELBE II, PARDUBITZ II und JOSEFSTADT II.
Die letzte Maschine JOSEFSTADT II hatte eine Kamperbox.
Die zweite IIb-Spalte der Tabelle gibt die Dimensionen jener IIb wieder, die denselben Tender wie die IIc hatten.
Räder und Zylinder wurden in ihren Abmessungen von der Reihe III übernommen.
Verglichen mit den Maschinen der Reihe IIa waren die Lokomotiven dieser Reihen wesentlich leistungsstärker.
Nach der Verstaatlichung der SNDVB im Jahr 1908 wurden beide Reihen als kkStB 15 eingereiht.
Mit der Ausnahme von zwei Maschinen kam die gesamte Reihe 15 auch noch zur BBÖ.
Bis 1925 wurden die Lokomotiven ausgemustert.

## Einsatz
Gemeinsam mit den IIIa-b führten sie die Schnellzüge Prag–Trautenau–Parschnitz (Poříčí), die für die 154 km 5½ Stunden benötigten, da sie fast überall hielten.
Zuletzt wurden die Maschinen der Reihen IIb-c zwischen Josefstadt und Reichenberg eingesetzt.